# پیتر سیدی
پیتر سیدی (زاده ۱۱ سپتامبر ۱۹۷۸ در کوماروم) یک تیرانداز ورزشی اهل مجارستان است.  او قهرمان جهان در تفنگ سه وضعیت ۵۰ متر و همچنین برنده مدال نقره در تفنگ درازکش ۳۰۰ متر و تفنگ بادی ۱۰ متر مردان بوده‌است. وی همچنین در تفنگ سه وضعیت ۵۰ متر و تفنگ درازکش ۵۰ متر تیمی مدال برنز کسب کرده‌است. او در حال حاضر رکورد جهانی مرحله مقدماتی در تفنگ بادی ۱۰ متر را دارد.
او در پنج بازی المپیک ۲۰۰۰، ۲۰۰۴، ۲۰۰۸، ۲۰۱۲ و ۲۰۱۶ در تفنگ بادی ۱۰ متر مردان، تفنگ درازکش ۵۰ متر مردان و تفنگ سه وضعیت ۵۰ متر مردان شرکت کرده است. بهترین نتایج او پنجم در تفنگ بادی ۱۰ متر مردان در سال 2016 و ششم در تفنگ سه وضعیت ۵۰ متر مردان است.
در ۲۱ ژوئن ۲۰۲۱، پیتر سیدی پس از اثبات دسترسی به اتاق هتل همکار تیرانداز ورزشکار استوان پنی، که بعداً در جریان مسابقات جام جهانی ISSF آزمایش دوپینگ مثبت داده بود، توسط فدراسیون مجارستان دو سال محروم شد. در هند در مارس 2021.